# آنا بوندار
آنا بوندار (انگلیسی: Anna Bondár؛ زادهٔ ۲۷ مهٔ ۱۹۹۷) یک تنیس‌باز مجارستانی است. او در رده‌بندی حرفه‌ای WTA در رده‌بندی 50 تک‌نفره، در 18 جولای 2022، و شماره 43 جهان در دونفره، که در 30 ژانویه 2023 به دست آمد، دارد. بوندار که برای تیم جام فدرال مجارستان بازی می‌کند، رکورد برد- باخت 16–7 (از سپتامبر 2023) دارد.